# Hack value
Hack value ist ein aus der Hacker-Szene stammender Begriff. Er bezeichnet die Wertschätzung einer Sache, und zwar nicht nach ihrem Preis oder ihrem Nutzen, sondern nach ihrer Kreativität und ihrer Originalität. Oft ist mit hack value die Motivation gemeint, die einen Hacker dazu bringt, viel Zeit in eine Sache zu investieren, die für einen Beobachter nicht unbedingt sinnvoll erscheint, für den Hacker aber einen Hack darstellt.
Eine besondere Definition des Hack Value bietet das Jargon File von 1995 unter „Display Hack“: Der Hack Value eines solchen Grafik-Hacks sei proportional zur Schönheit des Bildes, geteilt durch die Größe des erforderlichen Programmcodes. Da die Schönheit eine subjektive Größe ist, ist diese Gesetzmäßigkeit zur Berechnung des Hack Value natürlich nicht zu gebrauchen. Gerade wegen dieser Ironie werden solche pseudowissenschaftlichen Berechnungen hin und wieder verwendet, um Hacks zu beschreiben.